# Кантеров, Игорь Яковлевич
И́горь Я́ковлевич Канте́ров (род. 4 сентября 1938, Кострома, СССР — 1 декабря 2018) — советский и российский религиовед, один из крупнейших современных специалистов по католицизму и деятельности Ватикана, исследователь нетрадиционных религий и культов. Доктор философских наук, профессор. Заслуженный профессор МГУ имени М. В. Ломоносова (2010).

## Биография
В 1961 году окончил юридический факультет МГУ. По другим данным, в 1962 году окончил юридический факультет Казанского государственного университета имени В. И. Ульянова-Ленина с квалификацией «юрист». В 1966 году окончил аспирантуру философского факультета МГУ. В 1967 году защитил диссертацию на соискание учёной степени кандидата философских наук по теме «Критика католической концепции социального процесса» и получил учёное звание доцента по кафедре философии Московского областного педагогического института им. Н. К. Крупской. В 1987 году защитил диссертацию на соискание учёной степени доктора философских наук по теме «Критический анализ философско-теологических интерпретаций научного атеизма: (На материалах современного католицизма)» (специальность 09.00.06 — научный атеизм).
По утверждению Кантерова, в советское время в Институте информации он написал «около 50 закрытых анализов по религиозной тематике», заказы на которые часто поступали из аппарата ЦК КПСС.
С 1980 по 2006 год являлся сотрудником отделения религиоведения, кафедры философии религии и религиоведения философского факультета МГУ. В этот период являлся лектором курсов на историческом и химическом факультетах, специальных курсов на философском факультете.
13 декабря 1990 года получил учёное звание профессора по кафедре философии Института переподготовки и повышения квалификации преподавателей гуманитарных и социальных наук МГУ имени М. В. Ломоносова (ИППК МГУ). Был профессором кафедры до 2013 года. Также занимал должность заместителя заведующего кафедрой по науке.
В 1998—2007 годах занимал должность заместителя председателя Экспертного совета для проведения государственной религиоведческой экспертизы при Министерстве юстиции РФ, а в 2007—2009 годах был заместителем председателя Экспертного совета для проведения государственной религиоведческой экспертизы при Федеральной регистрационной службе.
С 24 июня 2013 года — профессор кафедры истории и теории политики факультета политологии МГУ имени М. В. Ломоносова.
С 2017 года — член по Центральному федеральному округу Экспертного совета исследователей религии при кафедре государственно-конфессиональных отношений РАНХиГС .
Умер 1 декабря 2018 года.

## Научная деятельность
В советское время занимался пропагандой научного атеизма, написал ряд монографий и статей на эту тему. Читает в ИППК МГУ специальные курсы — «Современные нетрадиционные религиозные движения и культы» и «Нетрадиционные религиозные движения и современная молодёжь в России») и одним из крупнейших современных специалистов по католицизму и деятельности Ватикана. Автор более 60 работ, в том числе монографий «Ватикан под натиском атеизма» (1972), «Факты против вымыслов: критический анализ „новейших“ фальсификаций научного атеизма» (1979), «Критический анализ клерикальных фальсификаций научного атеизма» (1983), «Клерикализм — идеология духовного насилия» (1986), «Клерикализм сегодня» (1988), «Новые религиозные движения в России. Религиоведческий анализ» (2006), «Новые религиозные движения: (введение в основные концепции и термины)» (2006), «Религиозные объединения России перед лицом финансово-экономического кризиса» (2009) и др. Автор ряда статей в «Атеистическом словаре» (1983, 1986), «Религии народов современной России» (1999, 2002), «Религиоведение. Энциклопедический словарь» (2006) и «Энциклопедии религий» (2008).
В 1994 году принял участие в организованном А. Л. Дворкиным в Российской академии управления международном христианском семинаре «Тоталитарные секты в России», где рассказал много важных сведений о сектантской деятельности в России.
В 2007 году совместно с экспертом по психологии влияния и манипулированию Е. Н. Волковым принимал участие в качестве приглашённого представителя светской науки в семинаре «Светская наука и сектоведение» проходившем в Нижегородской духовной семинарии.
Выступает против использования понятия «секта» в религиоведении по отношению к новым религиозным движениям. В своих публикациях советского периода использовал это понятие.
Область научных интересов: история религии и атеизма, религиоведение, католицизм, новые религиозные движения в России.

## Отзывы

### Положительные
В 1984 году кандидат исторических наук Элишка Матернова включает Кантерова в список советских учёных, чьи работы в области атеистического воспитания и критики клерикального антикоммунизма «внесли определённый вклад в исследование данной темы».
В 1984 году религиовед Е. М. Мирошникова включила Кантерова в исследователей, чьи работы были посвящены «критическому анализу отдельных аспектов социально-этических воззрений современного католицизма».
В 1999 году религиовед А. В. Саввин говоря о том, что «только в последнее время проблема исследования сатанизма в отечественном религиоведении приобрела реальное научное звучание», отмечает, Кантерова среди тех российских учёных, кто обращался «к изучению сект оккультно-мистической и сатанинской направленности».
В 2000 году религиовед Л. И. Григорьева включает Кантерова в число «известных специалистов», занимавшихся вопросами нетрадиционной религиозности в 90-е годы.
В 2002 году кандидат философских наук Д. Н. Манченко отмечал, что Кантеров является «одним из ведущих исследователей современных нетрадиционных культов».
В 2004 году социолог Н. А. Митрохин, рассматривая в статье в интернет-издании «Портал-Credo.Ru» Русскую православную церковь и современное государство, отмечал: «На федеральном уровне систематическая научно-информационная и экспертная деятельность по изучению религиозных конфессий, в том числе РПЦ ведется в Экспертном совете (Кантеров)».
В 2005 году религиовед С. М. Дударенок характеризует Кантерова как «известного российского религиоведа» и включает в список «крупнейших российских исследователей».
В 2006 году религиовед Е. Г. Романова, касаясь вопроса изучения «любых теоретических разработок, касающихся сути феномена и причин развития НРО, их места и роли в истории государств, правового регулирования их взаимоотношений и проекции этих отношений в обществе» включает Кантерова в список авторов написанных в 70—80-х гг. «фундаментальных трудов, остающихся в значительной степени интересными и информативными по настоящее время» по религиоведению, посвящённых «различным аспектам названной проблематики, с известным акцентом на „империалистическую сущность социального протеста“», а также отмечает, что современные работы которых «продолжают развивать интересующую нас тематику уже с новых позиций, свободных от обязательного в советские годы идеологического марксистско-ленинского позиционирования».
В 2007 году религиовед Е. Н. Васильева характеризует И. Я. Кантерова в качестве «ведущего религиоведа».
В 2008 году религиовед Р. Н. Лункин в статье в интернет-издании Портал-Credo.Ru отмечал, что статьи Кантерова и Фаликова представляют собой «пример объективистского подхода к теме НРД», а монография Кантерова «Новые религиозные движения в России. Религиоведческий анализ» является «фундаментальной» и «всесторонне анализирует терминологию, касающуюся НРД, социальные ориентации и функции этих движений и их адептов, а также отношение „традиционных“ Церквей к НРД».
В 2009 году кандидат философских наук Л. А. Февралева включает Кантерова в список «ведущих ученых», которые внесли «значительный вклад в разработку методологии исследования отношений государства с религиозными объединениями» в российском религиоведении.
В 2010 году кандидат социологических наук Ю. А. Яковлева включает Кантерова в список «ведущих специалистов» академического сообщества.
В 2010 году религиовед М. Г. Писманик отмечает, что наряду с другими авторитетными учёными «заметный вклад в развитие отечественного религиоведения внесли научные труды» И. Я. Кантерова.
В 2011 году кандидат философских наук Г. Н. Горбачук включает Кантерова в список «ведущих ученых», которые внесли «значительный вклад в разработку проблемы религиозного становления личности и индивидуальной религиозности» в российском религиоведении.
В 2011 году кандидат философских наук Л. А. Бурова характеризует Кантерова в качестве «известного отечественного религиоведа».
В 2011 году религиовед А. Н. Лещинский включает Кантерова в число «известных отечественных философов и религиоведов».
В 2012 году кандидат философских наук Р. А. Быков характеризует Кантерова как «известного философа».
В 2012 году религиовед и социолог М. Ю. Смирнов говоря о том, что «о терминологической неопределённости в обозначении религиозных новообразований исследователями уже сказано достаточно» отмечает, что «в известном труде профессора И. Я. Кантерова о новых религиозных движениях в России» имеет место «обстоятельное рассмотрение этого вопроса».
В 2013 году религиовед С. И. Иваненко в статье в интернет-издании «РелигиоПолис» характеризует Кантерова как «известного специалиста по новым религиозным движениям и одного из крупнейших современных специалистов по католицизму и деятельности Ватикана».
В 2013 году кандидат философских наук Т. В. Томаева включает Кантерова в список авторов, работы которых «заложили основу для дальнейшего объективного, свободного от тенденциозности изучения феномена новой религиозности в России и его роли в современной религиозной жизни общества».
В 2013 году кандидат философских наук В. Ю. Бирюков включает Кантерова в список религиоведов, изучающих новые религиозные движения «с позиций объективного научного подхода».
В 2013 году историк и религиовед А. В. Гайдуков в интервью исследовательской службе «Среда» в ответ на вопрос «Кто является для Вас авторитетом в профессиональной среде?» высказал следующее мнение: «Конечно, я должен сказать про своего учителя Николая Семёновича Гордиенко. Когда он ушёл, эпоха ушла. Из старой гвардии — И. Н. Яблоков, И. Я. Кантеров — это классики».
В 2013 году религиовед В. А. Егоров в интервью исследовательской службе «Среда» в ответ на вопрос «Кто является для Вас авторитетом в профессиональной среде?» высказал следующее мнение: «Также, несомненно, это И. Н. Яблоков и И. Я. Кантеров».
В 2013 году религиовед Е. И. Аринин, рассматривая проблемы наименований религиозных организаций с точки зрения государства, указывал: «В качестве редкого пока еще примера глубокого анализа такого рода проблем можно привести монографию и учебное пособие И. Я. Кантерова, где именно исследованию терминологии посвящены десятки страниц».
В 2014 году кандидат философских наук А. Н. Раевский характеризует И. Я. Кантерова в качестве «одного из ведущих специалистов по НРД в России».

### Критические
И. Я. Кантеров подвергся критике со стороны представителей[каких?] Экспертного Совета по проведению государственной религиоведческой экспертизы при Министерстве юстиции РФ. В первую очередь критика[чья?] касалась его прежней деятельности в советское время по пропаганде научного атеизма и «деятельности в защиту сектантства».
В 2001 году профессор кафедры государственного строительства и права РАГС при Президенте РФ, доктор юридических наук М. Н. Кузнецов в одной из своих публикаций назвал Кантерова «твёрдым марксистом-ленинцем … скандально известным общественности своей неприкрытой поддержкой асоциальных религиозных сект. В частности — организации Свидетели Иеговы».
В 2009 году председатель Экспертного совета А. Л. Дворкин называет Кантерова «бывшим пропагандистом научного атеизма», который «всю свою жизнь громил религию во имя единой верной коммунистической идеологии». По мнению Дворкина, в поздний период своей карьеры Кантеров оказался не у дел и вынужден был «найти себе новых идеологических заказчиков, готовых оплачивать сектозащитные труды». Согласно Дворкину, Кантеров, «говоря о ненаучности термина „секта“, сбрасывает со счета все научное религиоведение», которое началось с использовавшего этот термин Макса Вебера. Дворкин указывает на то, что Кантеров в советское время сам «активно употреблял термин „секта“, когда во славу КПСС громил сектантство и все религии».
В 2011 году кандидат исторических наук А. С. Фетисов выделяя два подхода анализа развития религиозной обстановки в России — представителей «самих религиозных организаций (в основном православных), озабоченных судьбой своих конфессий» и вторую группу, в которую входят представители «академической науки, исследователи», ставит Кантерова в один ряд с «типичными авторами первого направления».

## Публикации
Монографии
- Кантеров И. Я. Ватикан под натиском атеизма. — М.: Наука, 1972. — 151 с.
- Кантеров И. Я. Ревизионизм и религия. Научно-аналитический обзор / Отв. ред. М. М. Скибицкий. — М.: ИНИОН, 1978. — 44 с.
- Кантеров И. Я. Клерикальный антикоммунизм. — М.: Наука, 1979. — 144 с. — (Научно-атеистическая серия).
- Кантеров И. Я. Факты против вымыслов: критический анализ «новейших» фальсификаций научного атеизма. — М.: Политиздат, 1979. — 78 с. — (Библиотека атеиста).
- Кантеров И. Я. Критический анализ клерикальных фальсификаций научного атеизма. — М.: Знание, 1983. — 64 с. — (Новое в жизни, науке, технике).
- Кантеров И. Я. Клерикализм — идеология духовного насилия. — М.: Педагогика, 1986. — 192 с. — (Империализм: События. Факты. Документы). — 53 000 экз.
- Кантеров И. Я. Клерикализм сегодня. — М.: Знание, 1988. — 64 с. — (Новое в жизни, науке, технике. Научный атеизм).
- Методика преподавания философии: проблемы перестройки. Методическое пособие / Барулин В. С., Бучило Н. Ф., Ефимов В. Т. и др.; Под ред. Г. В. Платонова, И. Я. Кантерова, Г. Ф. Беляевой. — М.: Высшая школа, 1991. — 400 с.
- Кантеров И. Я. Новые религиозные движения в России : (религиоведческий анализ) / Игорь Кантеров ; Московский гос. ун-т им. М. В. Ломоносова, Ин-т переподгот. и повышения квалификации преподавателей социальных и гуманитарных наук. — Москва : б. и., 2006. — 467 с.; 24 см.
- Кантеров И. Я. Новые религиозные движения : (введение в основные концепции и термины) : учебное пособие для студентов специальности «Религиоведение» / И. Я. Кантеров; Федеральное агентство по образованию, Гос. образовательное учреждение высш. проф. образования Владимирский гос. ун-т. — Владимир : Изд-во Владимирского гос. ун-та, 2006. — 385 с.; 20 см. ISBN 5-89368-774-4
- Кантеров И. Я., Аринин Е. И., и др. Религия, образование, религиозность во Владимирском регионе. Коллективная монография под ред. Е. И. Аринина. Владимир: Владимир. гос. ун-т, 2014.
- Кантеров И. Я. Новые религиозные движения. Учебник для академического бакалавриата. — 3-е изд., испр. и доп. — М.: Юрайт, 2016. — 479 с.

Статьи
- Кантеров И. Я. Проблемы общества в зеркале иезуитского журнала // Вопросы философии. — 1967. — № 7. — С. 165—173.
- Кантеров И. Я. Католическая церковь перед лицом атеизма // Вопросы философии. — 1969. — № 11.
- Кантеров И. Я. Католическая теология после II Ватиканского собора // Вопросы философии. — 1975. — № 7.
- Кантеров И. Я. Несостоятельность клерикальных извращений научного атеизма // Вопросы научного атеизма. Вып. 18 / Редкол. А. Ф. Окулов (отв. ред.); Акад. обществ. наук ЦК КПСС. Ин-т научного атеизма. — М.: Мысль, 1975. — С. 101—112. — 389 с. — 17 000 экз.
- Кантеров И. Я. Католическая церковь и атеизм // Католицизм-77 / Авт. колл.: Гараджа В. И., Григулевич И. Р., Кантеров И. Я. и др. / ред. Костиков, П. К.; Мчедлов, М. П.; Ярошевски, Т.- М.: Политиздат, Варшава: Ксенжка и Ведза, 1977. — 256 с.
- Кантеров И. Я. Критика клерикального антикоммунизма в работах советских атеистов // Вопросы научного атеизма. Вып. 22 / Редкол. А. Ф. Окулов (отв. ред.); Акад. обществ. наук ЦК КПСС. Ин-т научного атеизма. — М.: Мысль, 1978. — С. 277—289. — 319 с. — 23 000 экз.
- Кантеров И. Я. Ватикан: попытки модернизировать идейный арсенал // Кризис современной христианской апологетики / Сост. К. Антонов. — М.: Знание, 1981. — С. 33—49. — 64 с. — (Новое в жизни, науке и технике. Серия «Научный атеизм»; № 12).
- Кантеров И. Я. Послесоборный католицизм и атеизм // Вопросы научного атеизма: Сб. статей. Вып. 28 / Академия общественных наук при ЦК КПСС; Ин-т науч.атеизма; Редкол.: А. Ф. Окулов (отв. ред.) и др.; Ин-т науч. атеизма. — М.: Мысль, 1981. — С. 71—88.
- Кантеров И. Я. Оружие обречённых // Журналист. — 1982. — № 5.
- Кантеров И. Я. Католицизм: Новые формы борьбы с атеизмом // Вопросы научного атеизма. Вып. 34 / Редкол. В. И. Гараджа (отв. ред.) и др.; Акад. обществ. наук ЦК КПСС. Ин-т научного атеизма. — М.: Мысль, 1986. — С. 60—78. — 301 с. — 20 425 экз.
- Кантеров И. Я. Проблемы свободы совести в средствах массовой информации // Свобода совести в духовном возрождений отечества. — М.: Российский независимый ин-т соц. и национальных проблем, Иссл. центр «Религия в современном об-ве», 1994. — 154 с.
- Кантеров И. Я. Новые культы в России — вызов детям и молодежи // Государство и дети: реальности России: Материалы междунар. науч.-практической конференции. — М.: ЦНИЭИуголь, 1995. — С. 124—127.
- «Нетрадиционные религии» в посткоммунистической России (материалы «круглого стола») // Вопросы философии. — 1996. — № 12. — С. 3—31. (один из участников)
- Кантеров И. Я. Новые религии в России и молодёжь (о деятельности религиозных объединений среди молодёжи) // Свеча-97: Сборник методологических и методических материалов по религиоведению и культурологии / Ред.-сост. Е. И. Аринин. — Архангельск, 1997 — С. 51—67.
- Kanterov I. J. Popular Religious Activities among the Youth in Today’s Russia // Religion, church and education in the Barents Region / Ed. R. E. Kristiansen, N. M. Terebikhin. — Arkhangelsk: Publishers of Pomor State University named after M.V. Lomonosov, 1997. — P. 134—145. — 197 p.
- Кантеров И. Я. Современные нетрадиционные культы // Основы религиоведения: учебник / И. Н. Яблоков, Е. В. Рязанова, А. Н. Красников и др. ; Под ред. И. Н. Яблокова. — 2-е изд., перераб. и доп. — М.: Высшая школа, 1998. — 480 с. — Библиогр.в примеч. — С. 471—478. — ISBN 5-06-003422-4.
- Кантеров И. Я. Проблема «человек-природа» в новых религиозных движениях России (учение Порфирия Иванова) // Дух, освобождающий природу: тринитар. космология Григория Назианзина в свете экол. теологии освобождения / С. Бергман; под науч. ред. Аринина Е. И. — Архангельск: Поморский государственный университет, 1999. — 537 с.
- Кантеров И. Я. Церковь последнего завета (последователи Виссариона) // Свеча-99. Экология духа: Сборник методологических и методических материалов по религиоведению и культурологии. Вып. 1. / Отв. ред. Е. И. Аринин. — Архангельск, 1999. — С. 130—143.
- Кантеров И. Я. История новых религиозных движений // Свеча-2000. Религия в гуманитарном измерении Баренцева региона: Сборник методологических и методических материалов по религиоведению и культурологии. Вып. 1. Ч. 1. / Сост. и отв. ред. Е. И. Аринин. — Архангельск, 2001. — С. 139—170
- Кантеров И. Я. «Новое религиозное движение в России и США: сравнительный анализ» // Религиоведение, № 1 (2001). — С. 61—72.
- Кантеров И. Я. Новые религиозные организации в России // Российская цивилизация: этнокультурные и духовные аспекты : энциклопедический словарь, 2001.
- Кантеров И. Я. Программа дисциплины «Новые религиозные движения и культы» // Религиоведение. — 2001. — № 1. Архивировано 8 мая 2014 года.
- Кантеров И. Я. «Деструктивные, тоталитарные» и далее везде (возникновение новых религиозных организаций)
  - «Деструктивные», «тоталитарные» и далее везде // Религия и право. Информационно-аналитический журнал. — М., 2002. — № 1. — С. 27—29.
  - «Деструктивные», «тоталитарные» и далее везде // Десять лет по пути свободы совести. — М., 2002.
- Кантеров И. Я. Религиозные ценности // Философия: проблемный курс. Учебник / Под общ. ред. С. А. Лебедева. — М., 2002. — С. 404—416. — 480 с.
- Кантеров И. Я. Церковь Иисуса Христа Святых последних дней (мормоны) // История религии в 2-х томах. — М., 2002.
- Кантеров И. Я. Последователи «Нью-эйдж» не нашли своё место в церкви. Ватикан опасается новых религиозных движений // НГ-Религии. — 02.07.2003.
- Кантеров И. Я. Религии мира. Полная энциклопедия, 2002 // Религия и право. Информационно-аналитический журнал. — 2003. — № 1. — С. 45—46.
- Кантеров И. Я. Религиозные меньшинства как объект серьёзного изучения, а не стигматизации // Независимый психиатрический журнал. — 2004.
- Кантеров И. Я. Современные нетрадиционные религии и культы // История религии. В 2 т. Т. 2. Учебник / Под общей ред. И. Н. Яблокова, — М.: Высшая школа, 2004. 2-е изд.
- Кантеров И. Я. «Экспертные советы как субъекты конфессиональной политики» (недоступная ссылка)
  - Экспертные советы как субъекты конфессиональной политики // Религия и право. — 2004. — № 1
  - Экспертные советы как субъекты конфессиональной политики // Преодолевая государственно-конфессиональные отношения. — Н. Новгород, 2003.
- Кантеров И. Я. Аум Синрикё // Большая Российская энциклопедия: в 30 т. / науч.-ред. совет: пред. Ю. С. Осипов и др. — М.: Большая Российская энциклопедия, 2005. — Т. 2: Анкилоз—Банка. — 767 с. — ISBN 5-85270-320-6.
- Кантеров И. Я. Порочная методология и её плоды // Независимый психиатрический журнал. — 2005. — № 3.
- Кантеров И. Я. Психологический и социальный анализ религиозного обращения (на примере НРД) // Свеча-2005. Истоки: религия и личность в прошлом и настоящем: материалы международных конференций. Т. 12 / Под ред. Е. И. Аринина. — Владимир-Москва, 2005. — С. 95—107. — 384 с.
- Кантеров И. Я. АУМ Синрике // Религиоведение: энциклопедический словарь/ под ред. А. П. Забияко, А. Н. Красникова, Е. С. Элбакяна. М.: Академический проект, 2006. — С. 82
- Кантеров И. Я. Глава 4. Философия религии и религиоведения Раздел III Философия социально-гуманитарной сферы Архивная копия от 25 мая 2012 на Wayback Machine // Философия социальных и гуманитарных наук. Учебное пособие для вузов / Под общ. ред. проф. С. А. Лебедева. — М.: Академический Проект, 2006. — 912 с. («Gaudeamus»). ISBN 5-8291-0647-7 (Академический Проект)
- Кантеров И. Я. Как нужно классифицировать религиозные организации Архивная копия от 28 декабря 2010 на Wayback Machine // Эзотера : журнал. — 28.01.07.
- Кантеров И. Я. Классификация религий и типология религиозных организаций актуальная проблема теоретического и практического религиоведения // Классификация религий и типология религиозных организаций. — М., 2008. — С. 6—19.
- Кантеров И. Я. Утопия в духе «нью-эйдж». Несколько слов о предвзятой оценке новых религиозных движений // НГ-Религии. — 02.07.2008.
- Кантеров И. Я. Что писали в дореволюционной России о церкви Иисуса Христа святых последних дней Архивная копия от 27 сентября 2010 на Wayback Machine, 2008.
- Кантеров И. Я. Кто и почему становится последователем новых религиозных движений (НРД)? // Философия и современность / Под общ. ред. Л. И. Панковой, Г. М. Пономарёвой. — М.: Профиздат, 2009. — С. 240—257. — 350 с.
- Кантеров И. Я. Религиозные объединения России перед лицом финансово-экономического кризиса // Религия в современном обществе. — Изд-во АТиСО Москва, 2009.
- Кантеров И. Я. Символы, церемонии, обряды и праздники Церкви Саентологии (недоступная ссылка) // Раздел I К 25-летию образования саентологической группы в г. Ленинграде (из книги Свобода совести в России: исторический и современный аспекты : сб. ст. / Рос. Об-ние Исслед. Религии. — М. : [б. и.], 2007 — Вып. 7 / редкол.: М. И. Одинцов (пред.), Н. И. Шемелева, Л. А. Ли. — 2009. — 395 с. ; 20 см. — Библиогр. в примеч. в конце ст. — 3000 экз. — ISBN 978-5-98187-354-6)
- Кантеров И. Я. Ватикан перед лицом финансово-экономического кризиса (недоступная ссылка) // Государство, религия, Церковь в России и за рубежом, № 3 2010
- Кантеров И. Я. Католическая церковь и новые религиозные движения // Точки — Puncta. — 2010. — № 1—2 (9). — С. 20—24.
- Кантеров И. Я. Между Богом и мамоной: религиозные объединения перед лицом финансово-экономического кризиса // Философия и общество. — 2010. — № 4. — С. 21—38.
- Кантеров И. Я. На те же грабли (вторжение психиатров в религиоведение) // Независимый психиатрический журнал. — 2010. — № 3. — С. 79—83.
- Кантеров И. Я. Развитие национальных культур как фактор профилактики терроризма // Профилактика (предупреждение) экстремизма и терроризма. Методическое пособие для пропагандистов / Под общ. ред. Л. Н. Панковой, Ю. В. Таранухи. — М.: Университетская книга, 2010. — С. 164—175. — 312 с.
- Кантеров И. Я. Религиозный фактор в современном экстремизме // Профилактика (предупреждение) экстремизма и терроризма. Методическое пособие для пропагандистов / Под общ. ред. Л. Н. Панковой, Ю. В. Таранухи. — М.: Университетская книга, 2010. — С. 87—100. — 312 с.
- Кантеров И. Я. Антиэкстремистское законодательство: замыслы и результаты // Материалы международной научно-практической конференции «Религия как социальный институт». — Киев, 2011.
- Кантеров И. Я. Социальные функции новых религиозных движений в современной России // Социальные функции религии в условиях модернизации общества: XXI в. — М.: АТиСО, 2011. — С. 115—133.
- Кантеров И. Я. Финансово-экономический кризис и религиозные объединения России // Релігійна свобода: Свобода релігії і міжрелігійний діалог: глобальні виміри й локальні вияви: науковий щорічник. № 16 / За заг. ред. А. Колодного. — Киев: Український видавничий консорціум, 2011. — 309 с.
- Кантеров И. Я. Проблема «экстремистских материалов» Минюста РФ: принципы и результаты // Наука, религия и толерантность: вызовы и проблемы современности. Том 20 / Отв. ред. Н. М. Маркова. — Владимир: ВлГУ, 2012. — С. 87—92. — 250 с.
- Кантеров И. Я. Список экстремистских материалов Минюста РФ: замыслы и результаты Архивная копия от 7 апреля 2016 на Wayback Machine // Новые вызовы свободе совести в современной России. Материалы Международной научно-практической конференции. Москва, Центральный Дом журналиста, 26 июня 2012 г. — Москва, 2012. — 168 с.
- Кантеров И. Я. Диссертация А. К. Погасия «Конкурентные религиозные дискурсы в социально-исторической эволюции русского православия» (2013) с точки зрения официального оппонента // Религия. Церковь. Общество. Исследования и публикации по теологии и религии. 2013. № 2. С. 304—308.
- Кантеров И. Я. Новые религиозные движения: состояние и перспективы // Новые религии в России: двадцать лет спустя. Материалы Международной научно-практической конференции. Москва, Центральный дом журналиста, 14 декабря 2012 г. — Москва, 2013. — 240 с.
- Кантеров И. Я. Проблемы политики в энцикликах папы Бенедикта XVI Архивная копия от 14 марта 2022 на Wayback Machine // SCHOLA-2013. Материалы Международной научной конференции «Политика в текстах — тексты в политике: наука истории идей и учений», 30-31 октября 2013 года / Под ред. А. Ю. Шутова и А. А. Ширинянца. Сост. А. И. Волошин. — М.: Издательство Московского университета, 2013. — С. 132—138. — 364 с.
- Кантеров И. Я. Движение Анастасии во Владимирской области: родовые поместья — утопия или путь к процветанию России? // Религия, образование и религиозность во Владимирском регионе / Под ред. Е. И. Аринина. — Владимир: ВлГУ, 2014. — С. 312—331. — 404 с.
- Кантеров И. Я. Методологические и религиоведческие аспекты «Списка экстремистских материалов» Минюста РФ // Вестник ВлГУ. Серия: Социальные и гуманитарные науки. — 2014. — № 2 (2). — С. 93—99.
- Кантеров И. Я. Москва и Лондон: можно ли считать саентологию религией? // Религия и право. — 2014. — № 1 (68). — С. 42—44.
- Кантеров И. Я. Религиозный фактор в конфликте на Украине // Религия и религиозность в локальном и глобальном измерении ‒ III: материалы междунар. науч. конф., 7 ‒ 9 окт. 2015 г., г. Владимир. Т. 28. Религия, religio и религиозность в региональном и глобальном измерении. — Владимир: Изд-во ВлГУ, 2015. — С. 111—118. — 236 с. — (Свеча — 2015).
- Кантеров И. Я. Проблема классификации новых религиозных движений // Академическое исследование и концептуализация религии в XXI веке: традиции и новые вызовы : сб. материалов Третьего конгр. рос. исследователей религии (7 ‒ 9.10.2016, Владимир, ВлГУ). В 6 т. Т. 4 / Владим. гос. ун-т им. А. Г. и Н. Г. Столетовых. — Владимир: Аркаим, 2016. — С. 54—65. — 327 с.

Материалы мероприятий
- Бабич И. Л., Кантеров И. Я., Красиков А. А., Пчелинцев А. В. Заключение религиоведческой экспертизы о наличии в книгах Бадиуззмана Саида Нурси информации, способной возбудить ненависть либо вражду, а также унизить достоинство человека либо группы лиц по признакам отношения к религии, национальности и др. признакам // Религия и право. Информационно-аналитический журнал. № 1. 2005. с. 30-35
- Кантеров И. Я. Могут ли православные использовать термин «секта» Архивная копия от 22 ноября 2011 на Wayback Machine (Семинар «Светская наука и сектоведение», 2007.02.01)
- Кантеров И. Я. Новые религии в контексте духовной жизни постсоветского пространства
  - Новые религии в контексте духовной жизни постсоветского пространства // Материалы Международной конференции «Религия в постмодерном обществе: концептуальные, социально-политические и правовые аспекты» Киев, 20-21 мая 2008 г.
  - Нові релігії в контексті духовного життя пострадянського простору Росії (рос мовою) // Релігійна свобода: Релігія в постмодерному суспільстві: соціально-політичні, правові та конфесійні аспекти: Науковий щорічник. — № 13 / За загальною редакцією А. Колодного, О. Сагана, Л. Филипович, М. Бабія. — Київ, 2008. — 332 с.
- Кантеров И. Я. Будущее новых религиозных движений в России. (доклад на Ломоносовских чтениях. Секция «Духовно-нравственная культура и профилактика наркомании в среде студенческой молодёжи», 21.04.2010 г.)
- Кантеров И. Я. «Что ожидает новые религиозные движения в России?» Архивная копия от 5 марта 2016 на Wayback Machine
  - «Что ожидает новые религиозные движения в России?» // Материалы Международной научной конференции «Свобода религии и демократии: старые и новые вызовы», НАН Украины, Киев, 5 августа 2010
  - «Что ожидает новые религиозные движения в России?» // Релігiйна свобода: науковий щорічник: Збірник наукових статей з теми «Свобода релігiï i демократія ― старi i новi виклики». № 15 / За загальною ред. А. Н. Колодного. — Київ: УАР, 2010.